# Eudendrium angustum
Eudendrium angustum är en nässeldjursart som beskrevs av Warren 1908. Eudendrium angustum ingår i släktet Eudendrium och familjen Eudendriidae. Inga underarter finns listade i Catalogue of Life.